# 世界のおかあさん
『世界のおかあさん』（せかいのおかあさん）は、テレビ朝日系列で放送されたドキュメンタリー番組である。日本ルーテル・アワーと近代映画協会の共同製作番組で、1978年4月2日から9月24日まで、毎週日曜 7:30 - 8:00 (JST) に放送された。

## 概要
- 世界で頑張っている『お母さん』にスポットを当てたフィルム構成のドキュメント番組で1968年製作の『世界の日本人』以来、10年ぶりの「世界シリーズ」の第2作。
- テレビ朝日における日本ルーテル・アワーの番組は社名が日本教育テレビ（NET）だった1967年12月のクリスマスシーズンに放送されたテレビドラマ『テレビ・ルーテル・アワー　愛と憎しみの間』[1]（原作：関屋五十二、脚色：真弓典正、演出：仲木繁夫、出演：浜田ゆう子ほか、東映テレビ・プロダクションとの共同製作）以来、11年ぶりとなる。
- また本番組はルーテル教会単独提供でルーテル教会の創設者であるマルティン・ルターを題材としたテレビCMが製作され、この番組のCM枠で放送された。そのCMの演出を担当したのは当時、CMディレクターとして名を馳せ、後に映画監督として名作の数々を遺す事となる大林宣彦である[2]。
- 初放送から40年後の2018年8月、川崎市アートセンター「アルテリオ映像館」にて「平和のためのロードショー2018」の一環として、第4回・第16回・第17回・第19回の4回分が上映された。

## 放送リスト
| 回 | 放送日        | サブタイトル                   | 演出                      |
| -- | ------------- | ------------------------------ | ------------------------- |
| 1  | 1978年 4月2日 | ノーベル賞のママ               | 河村治彦                  |
| 2  | 4月9日        | ハーレムの夢みる黒人マザー     | 片山龍峯                  |
| 3  | 4月16日       | 40歳の留学ママさん             | 原功                      |
| 4  | 4月23日       | 金メダルを育てる〜池田敬子〜   | 千葉茂樹                  |
| 5  | 4月30日       | ネパールに嫁いだ日本のママ     | 原功                      |
| 6  | 5月7日        | インディアンの若いママ         | 片山龍峯                  |
| 7  | 5月14日       | 特集・有名人我が母を語る       | 神山征二郎                |
| 8  | 5月21日       | ママの眼はみえないけど…        | 福田顕                    |
| 9  | 5月28日       | ナポリのカアチャンは八百屋さん | 河村治彦                  |
| 10 | 6月4日        | カトマンズ銀座のおかみさん     | 原功                      |
| 11 | 6月11日       | 中国のママと五人の子供         | 白石なな子(構成) 勝目貴久 |
| 12 | 6月18日       | 強制収容所の体験を越えて       | 片山龍峯                  |
| 13 | 6月25日       | ママのお国はデンマーク         | 播磨晃                    |
| 14 | 7月2日        | かあちゃんの楽屋人生           | 広瀬涼二                  |
| 15 | 7月9日        | スペイン・愛と死を見つめて     | 片山龍峯                  |
| 16 | 7月16日       | あの子の鼓動が聞こえます       | 吉村公三郎                |
| 17 | 7月23日       | ママはモスクワの外科医さん     | 神山征二郎                |
| 18 | 7月30日       | ベルギーのママと愛の養子たち   | 千葉茂樹(構成) 河内豊英   |
| 19 | 8月6日        | ヒロシマの母                   | 新藤兼人                  |
| 20 | 8月13日       | ロッキー山麗の陽気なママ       | 千葉茂樹(構成) 小田義士   |
| 21 | 8月20日       | 熊本・愛児園のママたち         | 関功                      |
| 22 | 8月27日       | ウズベクの大きな母さん         | 神山征二郎                |
| 23 | 9月3日        | 私は火の鳥・黒人のママ         | 小田義士                  |
| 24 | 9月10日       | 白夜のラップランドで           | 神山征二郎                |
| 25 | 9月17日       | バージニアのハッピーママ’78    | 小田義士                  |
| 26 | 9月24日       | 釜ヶ崎のドイツおばはん         | 堀内甲                    |

## ネット局
放送対象地域・局名・系列は放送当時のものを記載。（キリスト新聞　1978年4月1日付　１面広告、静岡新聞　1978年７月2日付 テレビ欄参照）
| 放送対象地域 | 放送局             | 系列                          | 放送日時         | ネット形態 | 備考                          |
| ------------ | ------------------ | ----------------------------- | ---------------- | ---------- | ----------------------------- |
| 関東広域圏   | テレビ朝日         | テレビ朝日系列                | 日曜 7:30 - 8:00 | 製作局     |                               |
| 北海道       | 北海道テレビ       | テレビ朝日系列                | 日曜 7:30 - 8:00 | 同時ネット |                               |
| 宮城県       | 東日本放送         | テレビ朝日系列                | 日曜 7:30 - 8:00 | 同時ネット |                               |
| 静岡県       | 静岡けんみんテレビ | 日本テレビ系列 テレビ朝日系列 | 日曜 7:30 - 8:00 | 同時ネット | 第14回より 現：静岡朝日テレビ |
| 中京広域圏   | 名古屋テレビ       | テレビ朝日系列                | 日曜 7:30 - 8:00 | 同時ネット |                               |
| 近畿広域圏   | 朝日放送           | テレビ朝日系列                | 日曜 6:30 - 7:00 | 時差ネット |                               |
| 広島県       | 広島ホームテレビ   | テレビ朝日系列                | 土曜 7:30 - 8:00 | 時差ネット |                               |
| 香川県       | 瀬戸内海放送       | テレビ朝日系列                | 日曜 7:30 - 8:00 | 同時ネット |                               |
| 福岡県       | 九州朝日放送       | テレビ朝日系列                | 日曜 7:30 - 8:00 | 同時ネット |                               |

※本放送終了後、地元のルーテル教会や関連施設の提供で放送を行なった系列外局もある。

## 書籍
放送時の1978年、汐文社より「同時代叢書『世界のおかあさん』」（新藤兼人・編）として書籍化された。

## 主題歌
- 「あさがお」（歌：たんぽぽ）
  - 作詞：神山魁三／作曲：小林亜星／編曲：高田弘